# St. Joseph (Osterwieck)

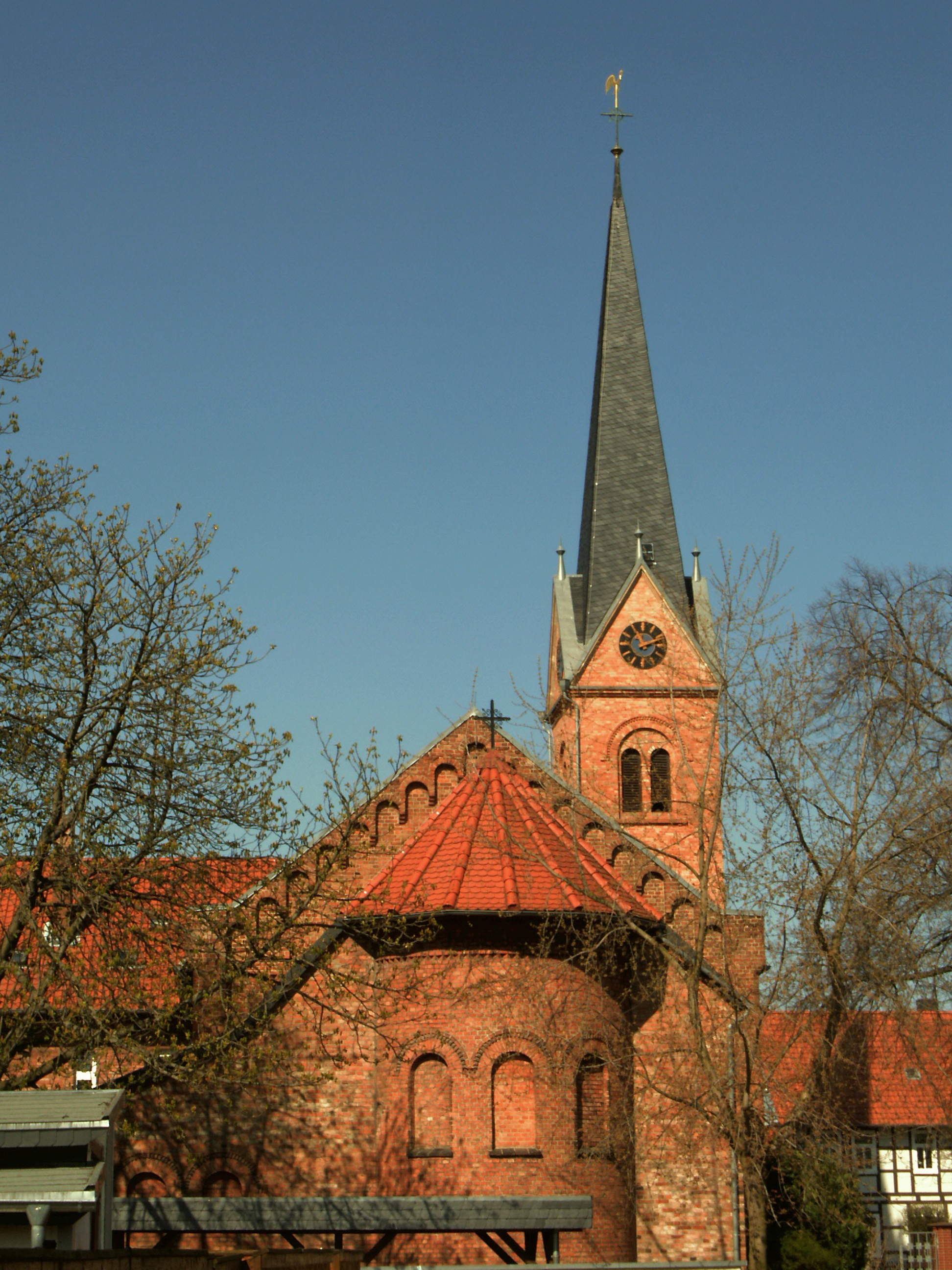
Ansicht von Osten (2010)

Die Kirche Sankt Joseph, teilweise auch St. Josef geschrieben, war die römisch-katholische Kirche in Osterwieck, einer Stadt im Landkreis Harz in Sachsen-Anhalt. Das 1888 erbaute Gotteshaus gehörte zur Pfarrei St. Bonifatius mit Sitz in Wernigerode, im Dekanat Halberstadt des Bistums Magdeburg, und wurde 2022 profaniert. Die nach dem heiligen Josef von Nazaret benannte Kirche hat die Adresse Teichdamm 1 (Ecke Ilsestraße) und ist unter der Erfassungs-Nummer 094 02434 als Baudenkmal ausgewiesen.

## Geschichte
777 wurde auf dem Reichstag zu Paderborn unter dem Vorsitz von Karl dem Großen die Missionierung des eroberten sächsischen Gebietes besprochen. Dem Bischof des Bistums Châlons wurde dabei das noch heidnische Gebiet von Halberstadt und Osterwieck als Missionsgebiet übertragen.
780 wurde Osterwieck als Saligenstede erstmals erwähnt, als Karl der Große „an dem Orte Saligenstede“ eine Kirche gründete. Diese erste Kirche war dem heiligen Stephanus gewidmet und war bis Anfang des 9. Jahrhunderts Sitz eines Missionszentrums, zu dessen erstem Leiter Hildegrim von Chalons ernannt worden war. Von dieser ersten Kirche, wahrscheinlich ein Holzbau, ist nichts mehr erhalten.
Im 16. Jahrhundert wurde im damals zum Bistum Halberstadt gehörenden Osterwieck die Reformation eingeführt und seine beiden Kirchen, St. Stephani und St. Nicolai, wurden evangelisch-lutherisch. 1535 wurde in Osterwieck ein lutherischer Prediger berufen.
Nachdem sich aus dem Eichsfeld stammende Katholiken in Osterwieck niedergelassen hatten, wurde 1842 wieder eine römisch-katholische Kirchengemeinde gegründet. 1844 folgte die Gründung einer katholischen Schule. Bereits 1860 war die Zahl der Schüler auf vier abgesunken, so dass die Schule wieder aufgelöst wurde.
Die 1864 gegründete Ziegelei sowie die in diesem Jahr ebenfalls begründete Lederindustrie boten neue Arbeitsmöglichkeiten für Zuwanderer und ließen die Zahl der Katholiken in Osterwieck wieder ansteigen. Mit der am 19. Mai 1882 eröffneten Bahnstrecke Wasserleben–Osterwieck wurde Osterwieck an das Schienennetz angeschlossen, was den wirtschaftlichen Aufschwung von Osterwieck förderte.
Am 6. April 1887 wurde Johannes Freiburg zum Missionsvikar in Osterwieck ernannt, womit die Missionsvikarie Osterwieck begründet wurde, die zur Pfarrei Badersleben gehörte. Am 24. April 1887 erfolgte seine Einführung in Osterwieck, die katholischen Gottesdienste in Osterwieck fanden weiter in der evangelischen St.-Nicolai-Kirche statt. Auch eine katholische Schule wurde wieder eingerichtet. Zum Einzugsgebiet der Missionsvikarie Osterwieck gehörten neben Osterwieck unter anderem auch Abbenrode, Deersheim, Hessen, Hornburg, Osterode am Fallstein, Roklum und Veltheim am Fallstein.
Im März 1888 wurde der Bau der St.-Joseph-Kirche und des Missionshauses begonnen. Am 11. November 1888 erhielt die Kirche ihre Benediktion durch Dechant Adolf Röttscher von der Huysburg, und am 15. Juli 1889 folgte die bischöfliche Kirchweihe durch Bischof Joseph Weyland aus dem Bistum Fulda. Weyland vertrat dabei den erkrankten Bischof Franz Kaspar Drobe aus dem Bistum Paderborn, zu dem Osterwieck damals gehörte.
1910 wurde die Missionsvakarie Osterwieck zur Pfarrvikarie erhoben. Im Nationalsozialismus wurde die katholische Schule Ostern 1938 aufgehoben.
Nach dem Zweiten Weltkrieg vergrößerte sich die Zahl der Katholiken auch im Raum Osterwieck durch den Zuzug von Flüchtlingen und Heimatvertriebenen aus den Ostgebieten des Deutschen Reiches. Das zur Osterwiecker Kirchengemeinde gehörende Hornburg, Geburtsstadt des zweiten deutschen Papstes Clemens II. (1046–1047), konnte nun auf Grund der dazwischenliegenden Innerdeutschen Grenze nicht mehr betreut werden. 1960 wurde die Pfarrvikarie Osterwieck zur Pfarrei erhoben.
Am 1. Juli 2007 erfolgte die Gründung eines die römisch-katholischen Gemeinden in Elbingerode, Hessen, Ilsenburg, Osterwieck und Wernigerode umfassenden Gemeindeverbundes. Zu ihm gehörten die Kirchen St. Andreas (Elbingerode), St. Benedikt (Ilsenburg), St. Joseph (Osterwieck) und Unbefleckte Empfängnis (Wernigerode) sowie die Kapelle St. Maria Himmelskönigin (Hessen) und die Kapelle in Zilly, wovon die beiden Kapellen inzwischen geschlossen und profaniert wurden. Damals gehörten rund 360 Katholiken zur Pfarrei Osterwieck. Aus dem Gemeindeverbund entstand am 2. Mai 2010, nach anderer Quelle am 3. Mai 2010, die Pfarrei „St. Bonifatius“ mit Sitz in Wernigerode. Die Volkszählung in der Europäischen Union 2011 zeigte, dass von den 11.711 Einwohnern der Stadt Osterwieck 470 der römisch-katholischen Kirche angehörten, was etwa 4 % entspricht. Die Mehrheit der Einwohner gehörte keiner Religionsgemeinschaft an.
Am 8. Februar 2015 wurde der letzte ortsansässige Priester der Kirche verabschiedet, er trat in den Ruhestand und verließ das Bistum. Nachdem die Kirche zuletzt nur noch für Werktagsgottesdienste genutzt worden war, erfolgte am 27. November 2022, dem 1. Sonntag im Advent, die Profanierung der Kirche nach der letzten Heiligen Messe. Katholische Werktagsgottesdienste finden seitdem im Gemeindesaal statt, das Kirchengebäude soll verkauft werden.

## Architektur und Ausstattung
Die geostete Backsteinkirche wurde im Baustil der Neuromanik erbaut. Ihr Turm, der von einer Spitze mit Wetterhahn und Kreuz bekrönt ist, wurde vermutlich 1905 zugefügt. Eine an der Außenwand angebrachte Kreuzigungsgruppe erinnert an die Volksmission von 1974.
Die Kirche wird durch ein Portal an der Nordseite erschlossen. Das Kirchengestühl bietet über 130 Sitzplätze. Den schlicht gehaltenen Innenraum zieren 14 Kreuzwegstationen, bei einer Marienstatue können Opferkerzen aufgestellt werden. Über dem Altar hat ein Hängekreuz seinen Platz, über dem Tabernakel befindet sich das Ewige Licht. Unter der Orgelempore befinden sich Darstellungen aus dem Leben des heiligen Joseph, ein Beichtstuhl sowie das Taufbecken.
Die Orgel wurde von Anton Feith, Inhaber der Eggert Orgelbau-Anstalt in Paderborn, 1910 erbaut. Das Instrument hat 14 oder 15 Register auf zwei Manualwerken und Pedal. Die Spieltraktur und die Registertraktur sind pneumatisch.
Auf dem Kirchengrundstück befindet sich außer dem Pfarrhaus auch ein Gästehaus, in dem 25 Betten für christliche Gruppen zur Verfügung stehen.

## Bilder (2015)

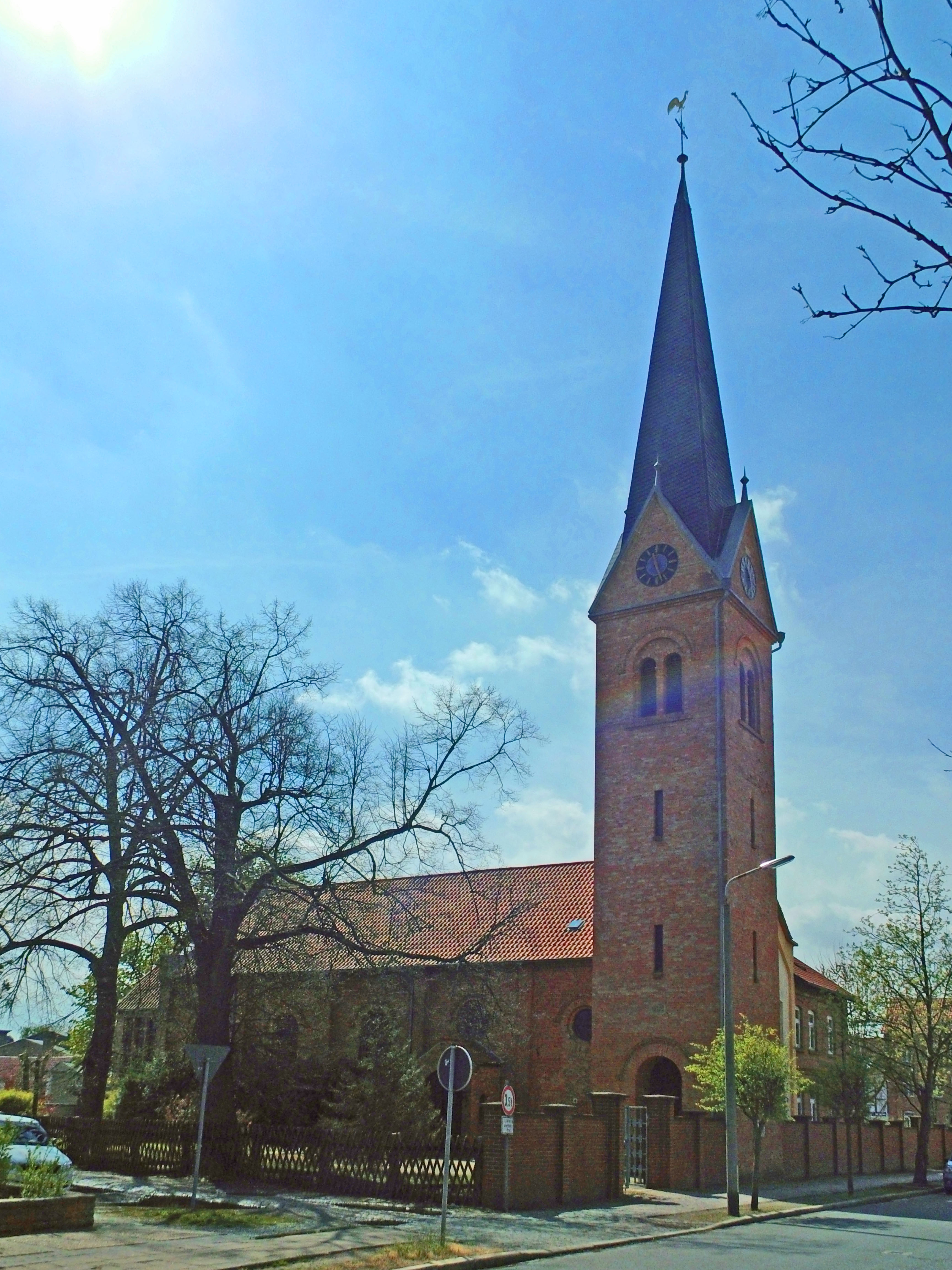
Ansicht von Norden
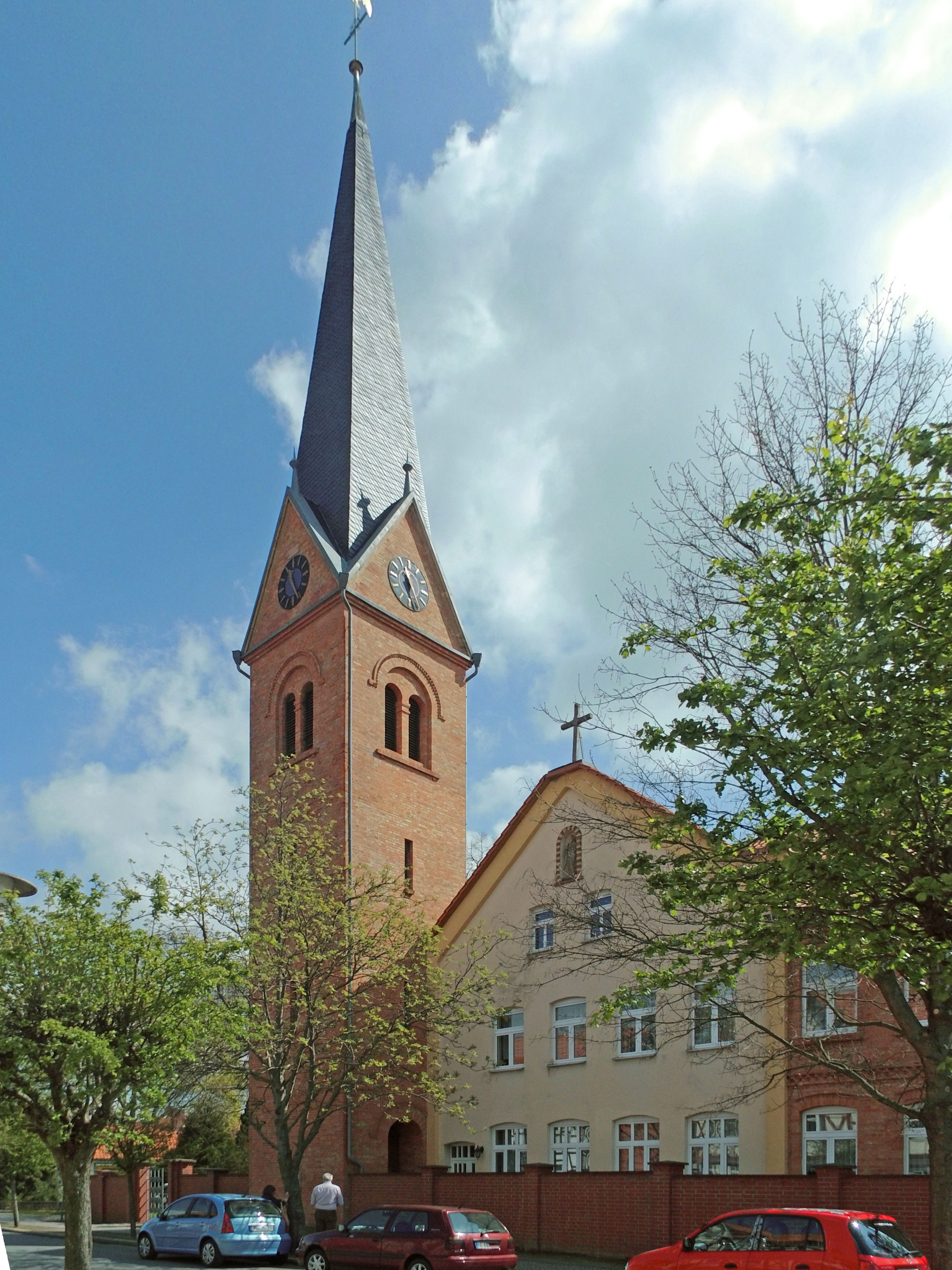
Ansicht von Westen
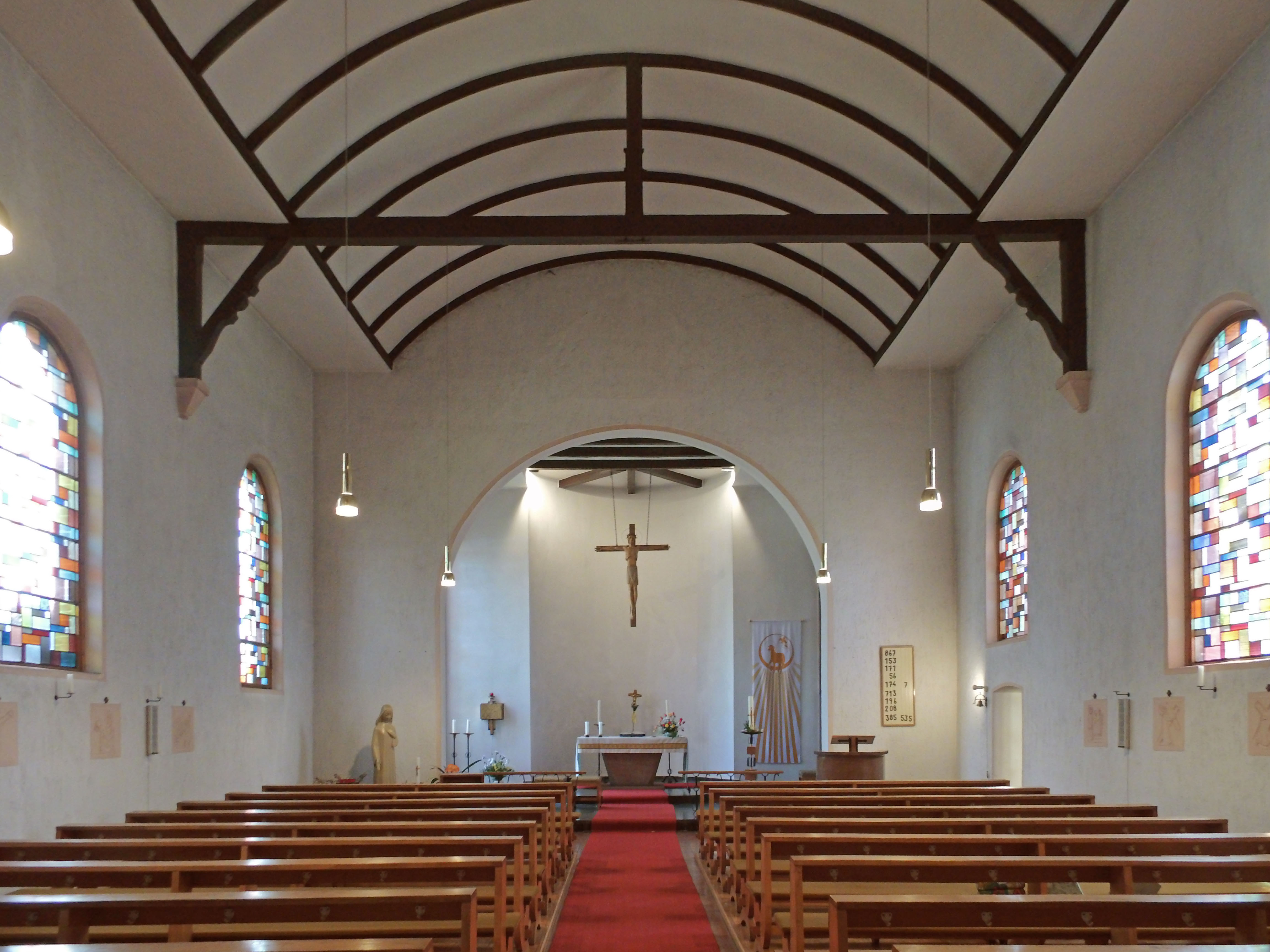
Blick zum Altarraum
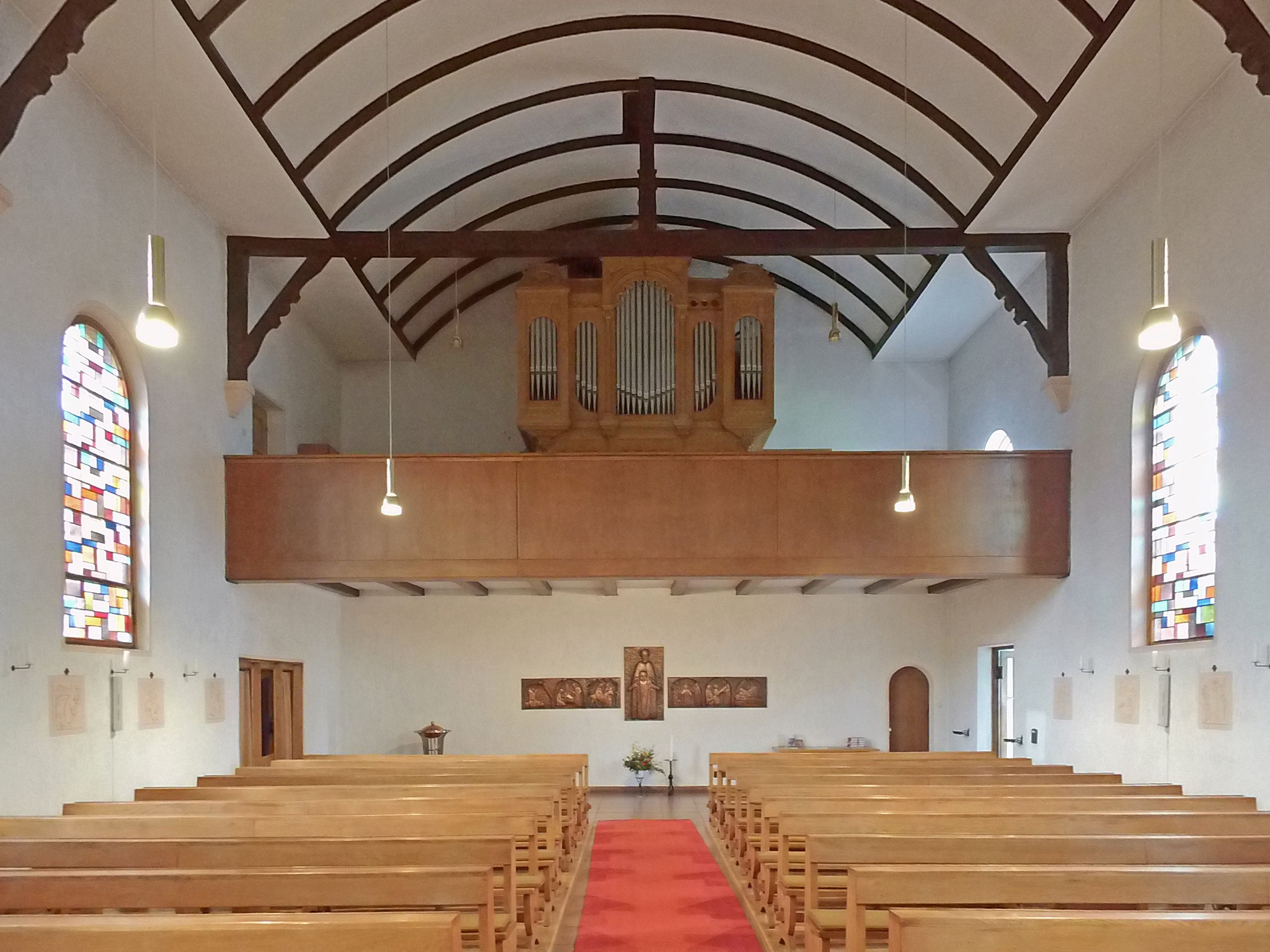
Blick zur Orgelempore
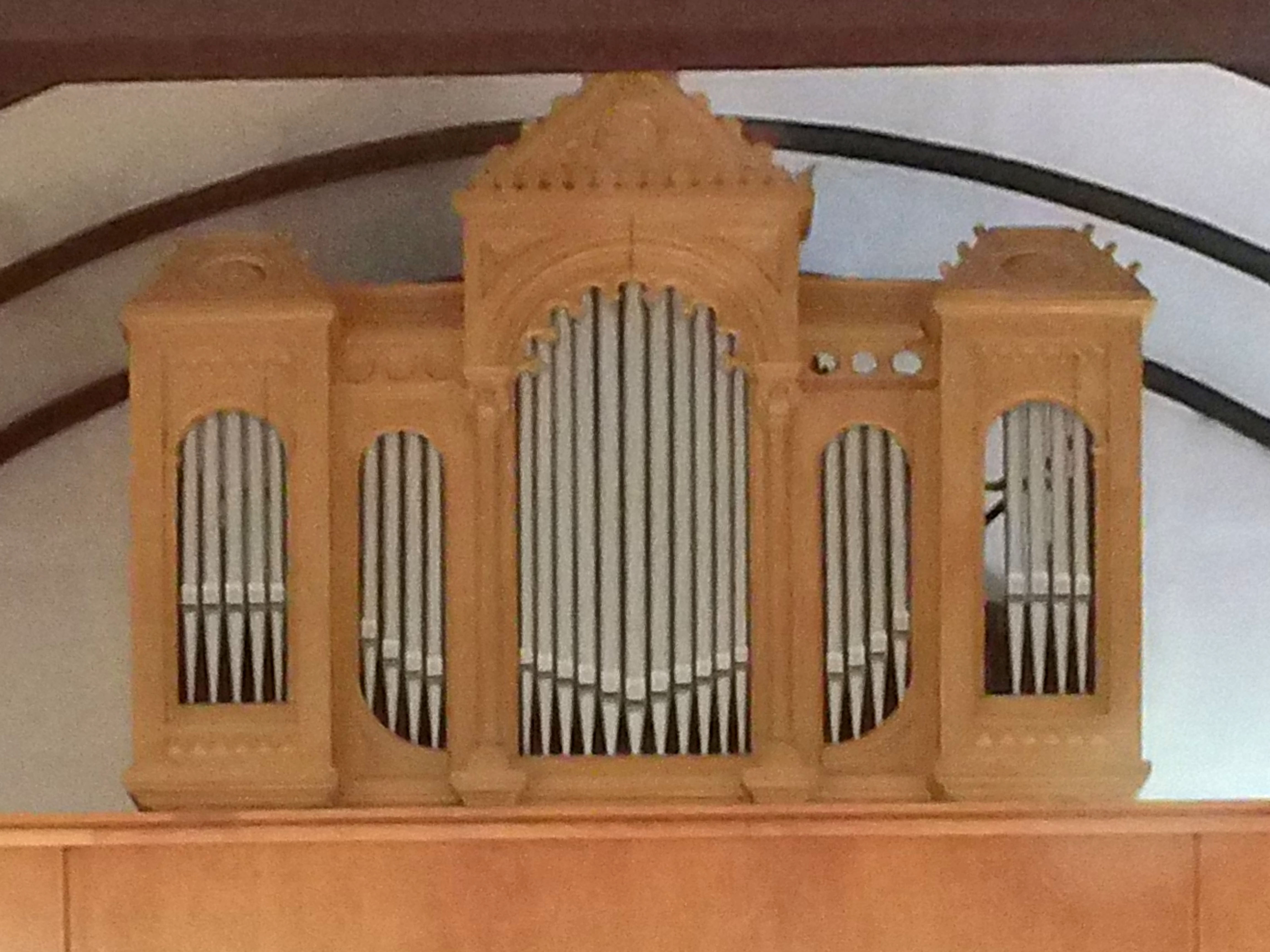
Orgel